# Qualifications pour la Coupe du monde de futsal de 2000
Navigation
Éliminatoires de la coupe du monde 1996 Éliminatoires de la coupe du monde 2004
Les qualifications pour la Coupe du monde de futsal de 2000 mettent aux prises 71 équipes nationales (sans compter le Guatemala, qualifié d'office car pays hôte) afin de qualifier 15 formations pour disputer la phase finale au Guatemala.
Les qualifications sont organisées par continents (ou confédérations continentales). De ce fait, la difficulté pour obtenir une place en phase finale dépend à la fois du niveau du jeu et du nombre de places réservées au continent d'origine d'une équipe.
Le Guatemala, pays organisateur, est qualifié d'office comme le veut la règle habituelle. Il s'agit de la « récompenser » de ses efforts (infrastructures, accueil, organisation, etc.) en lui permettant de mobiliser tout le pays autour du projet, de s'assurer un succès auprès du public local et donc de mieux remplir les stades.

## Liste des qualifiés
La carte suivante représente les équipes qualifiées la Coupe du monde de futsal de 2000 :

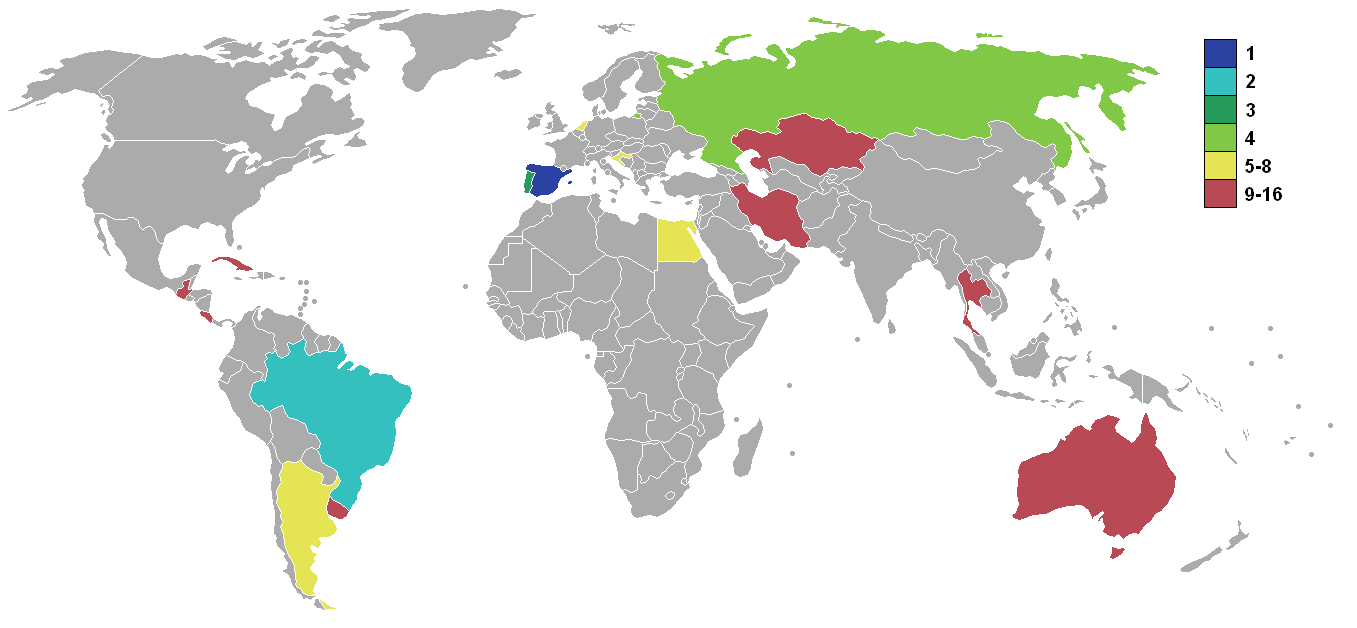
Équipes qualifiées

## Format des qualifications
| Confédération | Confédération | Nom de la zone                         | Équipes engagées | Équipes éliminées | Équipes qualifiées | Date des qualifications |
| ------------- | ------------- | -------------------------------------- | ---------------- | ----------------- | ------------------ | ----------------------- |
|               | CAF           | Afrique                                | 4                | 3                 | 1                  | 16-21 avril 2000        |
|               | CONCACAF      | Amérique du Nord, centrale et Caraïbes | 8 + 1            | 6                 | 2 + 1              | 20-25 juillet 2000      |
|               | CONMEBOL      | Amérique du Sud                        | 9                | 6                 | 3                  | 29 avril-7 mai 2000     |
|               | AFC           | Asie                                   | 9                | 6                 | 3                  | 5-12 mai 2000           |
|               | UEFA          | Europe                                 | 27               | 22                | 5                  | 5 tournois              |
|               | OFC           | Océanie                                | 7                | 6                 | 1                  | 21-28 août 1999         |
| Total         | Total         | Total                                  | 64 + 1           | 49                | 15 + 1             | -                       |

Au total, 64 fédérations concourent pour les 15 places de la phase finale. L'équipe du Guatemala, en tant qu'hôte, est automatiquement qualifiée.
Pour la Croatie, le Portugal, la Thaïlande, le Kazakhstan et le Guatemala, c'est la première participation à une phase finale de la Coupe du monde de futsal de la FIFA.

## Résultats des qualifications par confédération

### Afrique
| Date     | Équipe 1       | Score | Équipe 2       |
| -------- | -------------- | ----- | -------------- |
| 16.04.00 | Égypte         | 3-2   | Maroc          |
| 16.04.00 | Afrique du Sud | 2-6   | Libye          |
| 18.04.00 | Maroc          | 14-1  | Afrique du Sud |
| 18.04.00 | Libye          | 1-9   | Égypte         |
| 21.04.00 | Maroc          | 8-8   | Libye          |
| 21.04.00 | Égypte         | 18-2  | Afrique du Sud |

Pour l'Afrique, une seule place est disponible. Quatre équipes jouent, au Caire, le titre de Champion d'Afrique et, en même temps, le représentant de l'Afrique pour le Mondial. L'équipe égyptienne est en mesure d'utiliser l'avantage d'évoluer à domicile et remporte le Championnat d'Afrique de futsal 2000 avec trois victoires.
| Rang | Équipe         | Pts | J | G | N | P | Bp | Bc | Diff |
| ---- | -------------- | --- | - | - | - | - | -- | -- | ---- |
| 1    | Égypte         | 9   | 3 | 3 | 0 | 0 | 30 | 5  | +25  |
| 2    | Maroc          | 4   | 3 | 1 | 1 | 1 | 24 | 12 | +12  |
| 3    | Libye          | 4   | 3 | 1 | 1 | 1 | 15 | 19 | -4   |
| 4    | Afrique du Sud | 0   | 3 | 0 | 0 | 3 | 5  | 38 | -33  |

### Amérique du Nord, centrale et Caraïbes
Huit nations participent au championnat de la CONCACAF de futsal 2000 et concourent pour les deux places qualificatives. En plus du vainqueur du tournoi, le Costa Rica, Cuba se qualifie pour la phase finale. Les États-Unis manque pour la première fois la compétition.

#### Groupe A
| Rang | Équipe     | Pts | J | G | N | P | Bp | Bc | Diff |
| ---- | ---------- | --- | - | - | - | - | -- | -- | ---- |
| 1    | Costa Rica | 9   | 3 | 3 | 0 | 0 | 19 | 6  | +13  |
| 2    | Cuba       | 6   | 3 | 2 | 0 | 1 | 24 | 10 | +14  |
| 3    | Suriname   | 3   | 3 | 1 | 0 | 2 | 18 | 22 | -4   |
| 4    | Nicaragua  | 0   | 3 | 0 | 0 | 3 | 7  | 30 | -23  |

- 20.07.00 : Cuba  13-4 (6-2)  Suriname
- 20.07.00 : Costa Rica  10-1 (4-0)  Nicaragua
- 22.07.00 : Cuba  9-2 (4-2)  Nicaragua
- 22.07.00 : Suriname  3-5 (3-1)  Costa Rica
- 24.07.00 : Nicaragua  4-11 (1-3)  Suriname
- 24.07.00 : Costa Rica  4-2 (0-1)  Cuba

#### Groupe B
| Rang | Équipe                 | Pts | J | G | N | P | Bp | Bc | Diff |
| ---- | ---------------------- | --- | - | - | - | - | -- | -- | ---- |
| 1    | États-Unis             | 9   | 3 | 3 | 0 | 0 | 15 | 2  | +13  |
| 2    | Mexique                | 6   | 3 | 2 | 0 | 1 | 10 | 6  | +4   |
| 3    | Antilles néerlandaises | 3   | 3 | 1 | 0 | 2 | 5  | 11 | -6   |
| 3    | Porto Rico             | 0   | 3 | 0 | 0 | 3 | 2  | 13 | -11  |

- 21.07.00 : Mexique  4-1 (3-1)  Antilles néerlandaises
- 21.07.00 : États-Unis  5-0 (0-0)  Porto Rico
- 23.07.00 : Mexique  4-2 (0-2)  Porto Rico
- 23.07.00 : Antilles néerlandaises  0-7 (0-4)  États-Unis
- 25.07.00 : Porto Rico  0-4 (0-3)  Antilles néerlandaises
- 25.07.00 : États-Unis  3-2 (1-1)  Mexique

#### Phase finale
|  | Demi-finales    | Demi-finales    |                        |   | Finale          | Finale          |
|  | Demi-finales    | Demi-finales    |                        |   | Finale          | Finale          |
|  |                 |                 |                        |   |                 |                 |
|  | 27 juillet 2000 | 27 juillet 2000 |                        |   | 29 juillet 2000 | 29 juillet 2000 |
|  | 27 juillet 2000 | 27 juillet 2000 |                        |   | 29 juillet 2000 | 29 juillet 2000 |
|  | Cuba            | 4               |                        |   | 29 juillet 2000 | 29 juillet 2000 |
|  | Cuba            | 4               |                        |   | 29 juillet 2000 | 29 juillet 2000 |
|  | États-Unis      | 3               |                        |   | 29 juillet 2000 | 29 juillet 2000 |
|  | États-Unis      | 3               | Costa Rica             | 2 |                 |                 |
|  | 27 juillet 2000 |                 | Costa Rica             | 2 |                 |                 |
|  |                 | Cuba            | 0                      |   |                 |                 |
|  | Mexique         | Cuba            | 0                      | 2 |                 |                 |
|  | Mexique         |                 |                        | 2 |                 |                 |
|  | Costa Rica      | 3               |                        |   |                 |                 |
|  | Costa Rica      | 3               | Match pour la 3e place |   |                 |                 |
|  |                 |                 |                        |   |                 |                 |
|  | 29 juillet 2000 |                 |                        |   |                 |                 |
|  |                 |                 |                        |   |                 |                 |
|  | Mexique         | 1               |                        |   |                 |                 |
|  | Mexique         | 1               |                        |   |                 |                 |
|  | États-Unis      | 5               |                        |   |                 |                 |
|  | États-Unis      | 5               |                        |   |                 |                 |

### Amérique du Sud
En Amérique du Sud, les qualifications sont déterminées lors du Championnat de futsal de la CONMEBOL 2000. Le tournoi se déroule Foz do Iguaçú (Brésil). Neuf des dix membres de la CONMEBOL prennent part à la compétition (seule la Colombie est absente). Champion du monde en titre et vainqueur du tournoi continental, le Brésil, se qualifie. L'Argentine, finaliste, et l'Uruguay, qui obtient la 3e place contre la Bolivie, l'accompagnent.

### Asie
En Asie, les participants jouent la Coupe d'Asie de futsal 2000. En plus de l'Iran, vainqueur, le Kazakhstan finaliste et l'hôte du tournoi, la Thaïlande, troisième se qualifient.
| Rang | Équipe       | Pts | J | G | N | P | Bp | Bc | Diff |
| ---- | ------------ | --- | - | - | - | - | -- | -- | ---- |
| 1    | Iran         | 12  | 4 | 4 | 0 | 0 | 44 | 7  | +37  |
| 2    | Japon        | 9   | 4 | 3 | 0 | 1 | 24 | 9  | +15  |
| 3    | Ouzbékistan  | 6   | 4 | 2 | 0 | 2 | 26 | 17 | +9   |
| 4    | Kirghizistan | 3   | 4 | 1 | 0 | 3 | 13 | 34 | -21  |
| 5    | Macao        | 0   | 4 | 0 | 0 | 4 | 5  | 45 | -40  |

| Rang | Équipe       | Pts | J | G | N | P | Bp | Bc | Diff |
| ---- | ------------ | --- | - | - | - | - | -- | -- | ---- |
| 1    | Kazakhstan   | 7   | 3 | 2 | 1 | 0 | 26 | 6  | +20  |
| 2    | Thaïlande    | 6   | 3 | 2 | 0 | 1 | 19 | 9  | +10  |
| 3    | Corée du Sud | 4   | 3 | 1 | 1 | 1 | 18 | 14 | +4   |
| 4    | Singapour    | 0   | 3 | 0 | 0 | 3 | 4  | 38 | -34  |

|  | Demi-finales | Demi-finales |                        |   | Finale      | Finale      |
|  | Demi-finales | Demi-finales |                        |   | Finale      | Finale      |
|  |              |              |                        |   |             |             |
|  | 11 mai 2000  | 11 mai 2000  |                        |   | 12 mai 2000 | 12 mai 2000 |
|  | 11 mai 2000  | 11 mai 2000  |                        |   | 12 mai 2000 | 12 mai 2000 |
|  | Iran         | 8            |                        |   | 12 mai 2000 | 12 mai 2000 |
|  | Iran         | 8            |                        |   | 12 mai 2000 | 12 mai 2000 |
|  | Thaïlande    | 2            |                        |   | 12 mai 2000 | 12 mai 2000 |
|  | Thaïlande    | 2            | Iran                   | 4 |             |             |
|  | 11 mai 2000  |              | Iran                   | 4 |             |             |
|  |              | Kazakhstan   | 1                      |   |             |             |
|  | Japon        | Kazakhstan   | 1                      | 6 |             |             |
|  | Japon        |              |                        | 6 |             |             |
|  | Kazakhstan   | 9            |                        |   |             |             |
|  | Kazakhstan   | 9            | Match pour la 3e place |   |             |             |
|  |              |              |                        |   |             |             |
|  | 12 mai 2000  |              |                        |   |             |             |
|  |              |              |                        |   |             |             |
|  | Japon        | 6            |                        |   |             |             |
|  | Japon        | 6            |                        |   |             |             |
|  | Thaïlande    | 8            |                        |   |             |             |
|  | Thaïlande    | 8            |                        |   |             |             |

### Europe
En Europe, il y a cinq groupes de qualification, chacun avec cinq ou six équipes dans chacun desquels le premier se qualifie. Le Portugal gagne contre l'Italie, favorite, et la Croatie contre la République tchèque. En outre, les vice-champion du monde espagnols, les Pays-Bas ainsi que la Russie sont aussi qualifiés.
| Rang | Équipe             | Pts | J | G | N | P | Bp | Bc | Diff |
| ---- | ------------------ | --- | - | - | - | - | -- | -- | ---- |
| 1    | Portugal           | 13  | 5 | 4 | 0 | 0 | 19 | 5  | +14  |
| 2    | Italie             | 11  | 5 | 3 | 0 | 1 | 17 | 6  | +11  |
| 3    | Bosnie-Herzégovine | 8   | 5 | 2 | 0 | 2 | 11 | 10 | +1   |
| 4    | Hongrie            | 7   | 5 | 1 | 0 | 3 | 17 | 15 | +2   |
| 5    | Andorre            | 3   | 5 | 0 | 0 | 4 | 11 | 21 | -10  |
| 6    | Lituanie           | 0   | 5 | 0 | 0 | 4 | 5  | 23 | -18  |

| Rang | Équipe    | Pts | J | G | N | P | Bp | Bc | Diff |
| ---- | --------- | --- | - | - | - | - | -- | -- | ---- |
| 1    | Espagne   | 15  | 5 | 4 | 0 | 0 | 39 | 4  | +35  |
| 2    | Ukraine   | 12  | 5 | 5 | 0 | 1 | 40 | 5  | +35  |
| 3    | Slovénie  | 9   | 5 | 4 | 0 | 2 | 14 | 13 | +1   |
| 4    | Slovaquie | 6   | 5 | 3 | 0 | 3 | 29 | 17 | +12  |
| 5    | Arménie   | 3   | 5 | 1 | 0 | 4 | 9  | 58 | -49  |
| 6    | France    | 0   | 5 | 0 | 0 | 5 | 4  | 38 | -34  |

| Rang | Équipe            | Pts | J | G | N | P | Bp | Bc | Diff |
| ---- | ----------------- | --- | - | - | - | - | -- | -- | ---- |
| 1    | Russie            | 12  | 4 | 4 | 0 | 0 | 16 | 1  | +15  |
| 2    | Pologne           | 9   | 4 | 3 | 0 | 1 | 21 | 6  | +15  |
| 3    | Belgique          | 6   | 4 | 2 | 0 | 2 | 5  | 8  | -3   |
| 4    | Macédoine du Nord | 3   | 4 | 1 | 0 | 3 | 7  | 24 | -17  |
| 5    | Lettonie          | 0   | 4 | 0 | 0 | 4 | 2  | 12 | -10  |

| Rang | Équipe      | Pts | J | G | N | P | Bp | Bc | Diff |
| ---- | ----------- | --- | - | - | - | - | -- | -- | ---- |
| 1    | Croatie     | 12  | 4 | 4 | 0 | 0 | 22 | 7  | +15  |
| 2    | Tchéquie    | 9   | 4 | 3 | 0 | 1 | 34 | 16 | +18  |
| 3    | Azerbaïdjan | 4   | 4 | 1 | 1 | 2 | 19 | 22 | -3   |
| 4    | Géorgie     | 4   | 4 | 1 | 1 | 2 | 17 | 21 | -4   |
| 5    | Grèce       | 0   | 4 | 0 | 0 | 4 | 7  | 33 | -26  |

| Rang | Équipe      | Pts | J | G | N | P | Bp | Bc | Diff |
| ---- | ----------- | --- | - | - | - | - | -- | -- | ---- |
| 1    | Pays-Bas    | 12  | 4 | 4 | 0 | 0 | 23 | 7  | +16  |
| 2    | Yougoslavie | 9   | 4 | 3 | 0 | 1 | 10 | 9  | +1   |
| 3    | Biélorussie | 6   | 4 | 2 | 0 | 2 | 11 | 10 | +1   |
| 4    | Israël      | 3   | 4 | 1 | 0 | 3 | 7  | 17 | -10  |
| 5    | Finlande    | 0   | 4 | 0 | 0 | 4 | 7  | 15 | -8   |

### Océanie
| Résultats des rencontres | Résultats des rencontres  | Résultats des rencontres | Résultats des rencontres  |
| Date                     | Équipe 1                  | Score                    | Équipe 2                  |
| ------------------------ | ------------------------- | ------------------------ | ------------------------- |
| 21 août 2000             | Nouvelle-Zélande          | 3-2                      | Îles Cook                 |
| 21 août 2000             | Fidji                     | 1-3                      | Australie                 |
| 21 août 2000             | Papouasie-Nouvelle-Guinée | 2-2                      | Vanuatu                   |
| 23 août 2000             | Samoa                     | 1-13                     | Australie                 |
| 23 août 2000             | Nouvelle-Zélande          | 2-4                      | Vanuatu                   |
| 23 août 2000             | Fidji                     | 2-1                      | Papouasie-Nouvelle-Guinée |
| 24 août 2000             | Îles Cook                 | 0-5                      | Vanuatu                   |
| 24 août 2000             | Samoa                     | 4-6                      | Papouasie-Nouvelle-Guinée |
| 24 août 2000             | Nouvelle-Zélande          | 1-7                      | Fidji                     |
| 25 août 2000             | Australie                 | 7-1                      | Papouasie-Nouvelle-Guinée |
| 25 août 2000             | Îles Cook                 | 1-4                      | Fidji                     |
| 25 août 2000             | Samoa                     | 3-4                      | Nouvelle-Zélande          |
| 26 août 2000             | Vanuatu                   | 5-5                      | Fidji                     |
| 26 août 2000             | Australie                 | 10-1                     | Nouvelle-Zélande          |
| 26 août 2000             | Îles Cook                 | 3-5                      | Samoa                     |
| 27 août 2000             | Papouasie-Nouvelle-Guinée | 8-1                      | Nouvelle-Zélande          |
| 27 août 2000             | Vanuatu                   | 6-2                      | Samoa                     |
| 27 août 2000             | Australie                 | 5-0                      | Îles Cook                 |
| 28 août 2000             | Fidji                     | 8-4                      | Samoa                     |
| 28 août 2000             | Papouasie-Nouvelle-Guinée | 5-0                      | Îles Cook                 |
| 28 août 2000             | Vanuatu                   | 0-3                      | Australie                 |

En Océanie, un tournoi de qualification a lieu fin août 1999 au Vanuatu, qui est également considéré comme le Championnat d'Océanie. Comme en 1996, l'Australie domine le tournoi sans difficultés. Le tournoi se déroule au Port-Vila (Vanuatu).
| Rang | Équipe                    | Pts | J | G | N | P | Bp | Bc | Diff |
| ---- | ------------------------- | --- | - | - | - | - | -- | -- | ---- |
| 1    | Australie                 | 18  | 6 | 6 | 0 | 0 | 41 | 4  | +37  |
| 2    | Fidji                     | 13  | 6 | 4 | 1 | 1 | 27 | 15 | +12  |
| 3    | Vanuatu                   | 11  | 6 | 3 | 2 | 1 | 22 | 11 | +11  |
| 4    | Papouasie-Nouvelle-Guinée | 11  | 6 | 3 | 1 | 2 | 23 | 16 | +7   |
| 5    | Nouvelle-Zélande          | 6   | 6 | 2 | 0 | 4 | 12 | 34 | -22  |
| 6    | Samoa                     | 3   | 6 | 1 | 0 | 5 | 19 | 40 | -21  |
| 7    | Îles Cook                 | 0   | 6 | 0 | 0 | 6 | 6  | 27 | -21  |

## Source
- (en) FIFA, « Preliminary Competition », Rapport technique,‎ 2000, p. 12-14 (lire en ligne, consulté le 5 avril 2018)